# Yongle
Yongle (永乐T, YǒnglèP; Nanchino, 2 maggio 1360 – Yumuchuan, 12 agosto 1424), nato come Zhu Di (朱棣T, Zhū DìP) fu il terzo imperatore della dinastia Ming dal 1402 al 1424. Il suo nome, "Yongle", significa "felicità eterna". È generalmente considerato il più grande imperatore della dinastia Ming, e uno dei più grandi imperatori di tutta la storia della Cina.
Fu principe di Yan (燕王), e possedeva una potente base militare a Pechino. Divenne noto come Chengzu della dinastia Ming (明成祖 anche scritto Cheng Zu, o Ch'eng Tsu (Cheng Tsu) in Wade-Giles) dopo essere diventato imperatore in seguito a una guerra civile. La sua usurpazione al trono viene a volte chiamata "Seconda Fondazione" dei Ming.
Spostò la capitale da Nanchino a Pechino, e lì fece costruire la Città Proibita. Dopo la sua degradazione durante la dinastia Yuan e il regno di Hongwu, l'imperatore Yongle fece riparare e riaprire il Grand Canale della Cina al fine di rifornire la nuova capitale di merci e prodotti alimentari con un flusso costante. Commissionò molti dei viaggi esplorativi di Zheng He e fece costruire durante il suo regno la monumentale Enciclopedia Yongle. Anche se suo padre Zhu Yuanzhang era riluttante a farlo quando era imperatore, Yongle sostenne gli esami imperiali per assumere funzionari di governo.
L'imperatore Yongle venne seppellito a Changling (长陵= "Mausoleo Lungo").

## Primi anni
L'imperatore Yongle nacque con il nome di Zhu Di il 2 maggio del 1360, come quarto figlio del monaco Zhu Yuanzhang, che diverrà noto più tardi come l'imperatore Hongwu, il primo imperatore della dinastia Ming. Zhu Di crebbe in un ambiente pieno di amore e di cura. Suo padre forni ai suoi figli la migliore educazione disponibile e inoltre diede loro dei principati. Zhu Di venne nominato Principe di Yan, l'area intorno a Pechino.
Quando Zhu Di si trasferì a Pechino, la città era devastata dalla carestia e dalla malattia, ed era sotto la minaccia d'invasione dei Mongoli da nord. Zhu Di, con l'aiuto di suo suocero, il generale Xu Da, assicurò i confini settentrionali.
Zhu Di ebbe successo contro i Mongoli e impressionò suo padre con la sua energia, con l'assunzione dei rischi, e il comando dei suoi uomini. Anche le truppe di Zhu Di lodarono la sua efficacia, specialmente quando l'imperatore Hongwu ricompensò il loro servizio. Ma Zhu Di non era il fratello più anziano, quindi il padre fu costretto a scegliere il Principe di Jin come principe ereditario. Quando il Principe di Jin morì nel 1392, iniziarono le preoccupazioni sulla successione imperiale.

## Ascesa al potere

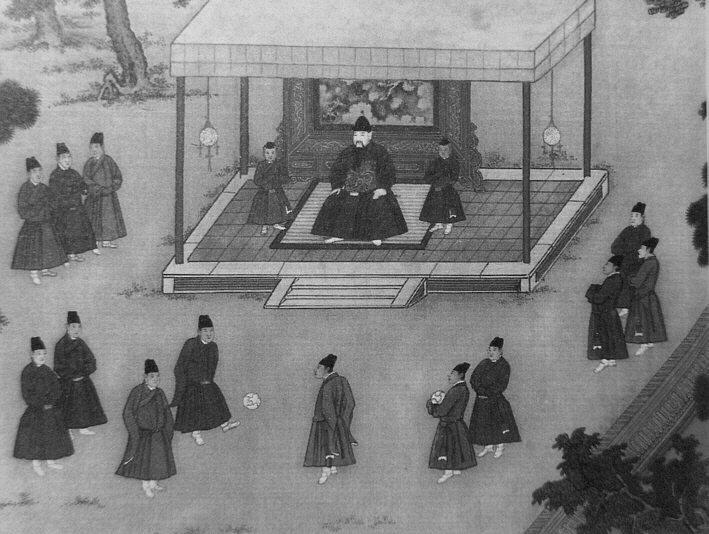
L'imperatore Yongle mentre osserva gli eunuchi di corte mentre praticano il cuju, un antico sport cinese molto simile al calcio.

Hongwu morì il 24 giugno, 1398, e Zhu Yunwen (il figlio di Zhu Biao, il principe ereditario) venne incoronato come imperatore Jianwen. Iniziò, quasi subito tra Zhu Di e Jianwen una faida. Quando Zhu Di viaggiò con le sue guardie a rendere omaggio alla tomba di suo padre, Jianwen prese questa azione come un affronto, e gli invio le sue guardie. Zhu Di fu costretto ad andarsene umiliato. Jianwen insistette nel suo rifiuto di concedere a Zhu Di la visita della tomba del padre, e Zhu Di contestò la decisione dell'imperatore, divenendo presto la più grande minaccia per corte imperiale. La politica di Jianwen provò a evitare il contatto con lui il più possibile. Per fare ciò, l'imperatore abolì i principati più piccoli per indebolire il potere di Zhu Di e circondarlo così dai suoi leali generali. Zhu Di venne così oppresso dai generali di Jianwen, ma reagì con cautela alla situazione di stallo in cui si trovava. La sua ribellione cominciò lentamente a prendere forma.
La sua ribellione si fondava sull'autodifesa, e questo fu strategicamente efficace per avere il supporto sia di buona parte della popolazione che di molti generali. Era un brillante comandante militare e studiò molto attentamente l'Arte della guerra di Sun Tzu. Usò la sorpresa, l'inganno, attuando anche metodi discutibili, come l'arruolamento di diversi reggimenti Mongoli nelle sue battaglie contro Jianwen. Prima sconfisse Li Jinglong, un generale fedele all'imperatore. Poi il 15 gennaio 1402 Zhu Di prese la coraggiosa decisione di marciare su Nanchino, incontrando una fiera resistenza. Ma la sua decisione ebbe successo, forzando l'esercito a ritirarsi a difendere la residenza reale di Jianwen. Quando Zhu Di raggiunse la capitale, il frustrato e debilitato Generale Li Jinglong apri loro le porte permettendo all'esercito di Zhu Di di entrare liberamente. Nel panico che si creò dall'improvvisa entrata, il palazzo dell'imperatore prese fuoco, e l'imperatore e la sua compagna scomparvero, molto probabilmente morirono vittime del fuoco.
Zhu Di fece finire il regno di Jianwen. Zhu Di e la sua amministrazione passarono l'ultima parte dell'anno 1402 eliminando dal paese i sostenitori di Jianwen. Tale azione venne ritenuta necessaria per mantenere la pace e le sue regole.
Zhu Di ebbe molto credito quando ordinò forse l'unico caso di "sterminio dei dieci agnati" (誅十族 - letteralmente : punizione delle dieci tribù ) nella storia della Cina. Per quasi 1500 anni di Cina feudale, la "sterminio dei nove agnati" (誅九族) era considerato una delle pene più gravi trovate nella legge tradizionale Cinese in uso fino alla fine della dinastia Qing. La pratica di sterminare famiglie era stabilita sin dai Qin, quando l'imperatore Qin Shi Huang (che regnò dal 247 a.C. al 221 a.C.) dichiarò colpevoli di morte "Coloro che criticano il presente con il passato: Zu" (以古非今者族). Zu (族) riferendo lo "sterminio dei tre agnati" (三族): padre, figlio e nipote. Lo sterminio era un modo sicuro per eliminare gli sfidanti al trono e nemici politici. L'imperatore Yang (regnante dal 604–617) estese l'editto a nove agnati. I nove agnati sono quattro generazioni, dal più anziano bis-bis nonno, fino al più giovane pro-pro nipote. La definizione include anche i fratelli e i cugini relativi a ciascuno dei nove agnati.
Poco prima dell'ascesa al trono di Yongle, il promittente storico Fang Xiaoru (方孝孺) offese la politica dello "sterminio dei nove agnati", rifiutando di scrivere il discorso d'inaugurazione e insultando l'imperatore. Fu scritto che disse in spregio al futuro imperatore: "莫說九族，十族何妨！" ("Non ti preoccupare di nove agnati, vai avanti con dieci!"). Così fu esaudito il proprio desiderio, forse l'unico e infame caso di "sterminio dei dieci agnati" nella storia della Cina. In aggiunta alle relazioni di sangue dei nove agnati della sua famiglia, i suoi colleghi ed i suoi studenti vennero aggiunti come decima generazione.
Indipendentemente da ciò, il 17 luglio, 1402, dopo una breve visita alla tomba del padre, Zhu Di venne incoronato imperatore Yongle all'età di 42 anni. Egli spese molto dei suoi primi anni sopprimendo le voci di dissenso, incarcerando banditi, e a guarire le ferite della sua terra segnata dalla ribellione.

## Regno

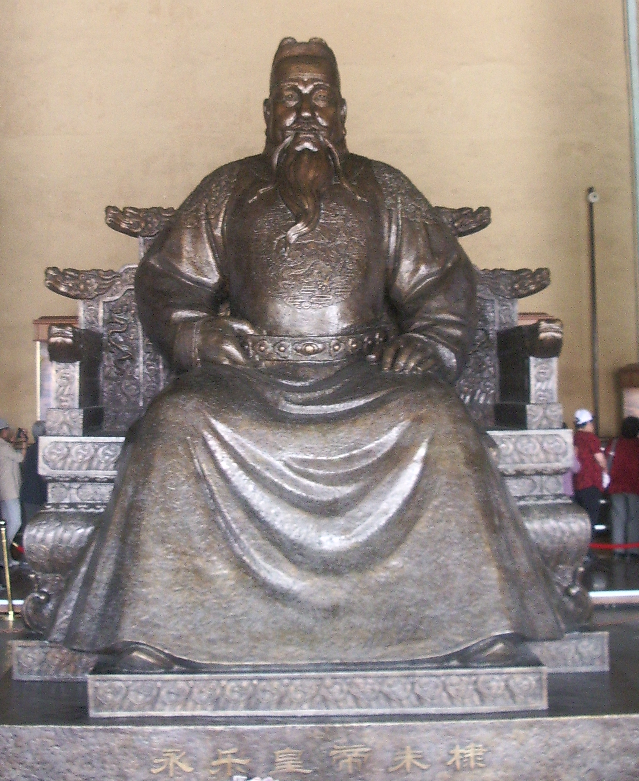
Statua di bronzo dell'imperatore Yongle

Yongle seguì da vicino i rituali tradizionali, e rimase superstizioso. Egli non si viziò nel lusso della vita di palazzo, ma usò il Buddismo e le feste buddiste per calmare disordini civili. Fu portatore di pace fermando molti conflitti sorti tra le diverse tribù cinesi.
A causa dello stress e della necessità di organizzare l'impero dopo la ribellione, Yongle cercò degli eruditi per assumerli tra il suo personale. Aveva scelto tra i migliori dell'impero, avendo avuto grande cura. Era anche molto preoccupato della degenerazione della religione buddista in Cina.
Nel 1403, Yongle inviò un messaggio nel Tibet invitando Deshin Shekpa, il quinto Karmapa della scuola Kagyu del Buddhismo tibetano, a visitare la Cina, pare dopo aver avuto in visione Avalokiteśvara. Dopo un lungo viaggio, Deshin Shekpa arrivò a Nanchino il 10 aprile 1407 cavalcando un elefante verso il palazzo imperiale, dove migliaia di monaci lo salutarono.
Il Karmapa convinse l'imperatore che esistono diverse religioni per diverse persone e che questo non significava che una fosse meglio dell'altra. In Cina fu accolto trionfalmente e vennero riportati durante la sua presenza, anche eventi miracolosi, il che gli conferì il titolo di 'Re Religioso, Gran Amante dell'Occidente, Gran Buddha della Pace'.
A parte le questioni religiose, l'imperatore volle stabilire un'alleanza con il Karmapa nello stesso modo di quella che gli Yuan (1277-1367) stipularono con Sakyapa. Sembra che l'imperatore si offrì di inviare un esercito per unificare il Tibet sotto il controllo dello stesso Karmapa, ma Deshin Shekpa rifiutò questa offerta.
Deshin lascio Nanchino il 17 maggio, 1408. Nel 1410 ritornò nel Monastero di Tsurphu che ricostruì dopo che venne danneggiato da un terremoto.
Al momento giusto, Yongle volle scegliere come erede il suo secondo figlio, Gaoxu. Gaoxu era un tipo atletico e guerriero, in netto contrasto con il suo fratello intellettuale e di carattere umanitario.
Yongle scelse infine come erede il figlio più anziano, Gaozhi (il futuro imperatore Hongxi), apparentemente dopo una consulenza con Xie Jin.
Come risultato, Gaoxu andò su tutte le furie, e rifiutò di accettare l'idea del padre, si spostò dalla provincia di Yunnan
(di cui era principe), a pianificare l'assassinio di Xie Jin, che alla fine uccise.
Dopo la rivolta di Yongle contro Jianwen, la campagna della Cina era devastata. La fragile economia era dovuta alla bassa produzione e allo spopolamento. Yongle aveva pianificato di aiutare e rafforzare la nuova economia, ma solo dopo aver ridotto al silenzio le voci di dissenso. Aveva creato un elaborato sistema di censura per rimuovere gli ufficiali corrotti dagli uffici dai quali muovevano critiche. Yongle mandò molti dei suoi ufficiali per rilevare o distruggere società segrete, lealisti di Jianwen, e anche banditi. Per rafforzare l'economia, fu costretto a combattere il declino della popolazione, bonificando il territorio, e massimizzando la produzione tessile e agricola.
Yongle reclamò anche la ricca produzione del Basso Delta del fiume Yangtze, e chiamò ad una massiccia ricostruzione del Gran Canale. Durante il suo regno, il Gran Canale venne quasi completamente ricostruito e utilizzato per importare merci da tutto il mondo. L'obiettivo ultimo dell'imperatore era di rivitalizzare i centri urbani del nord del paese, specialmente la nuova capitale, Pechino. Prima della ricostruzione del canale vi erano due modi di portare il cibo nella capitale : una era semplicemente attraverso il Mare Cinese orientale, l'altra attraverso un complicato processo di trasferimento delle merci da piccole chiatte (dopo aver passato il fiume Huai He e aver passato lo Shandong sud-occidentale), quindi venivano trasferite attraverso grandi imbarcazioni sul Fiume giallo prima di poter arrivare a Pechino. Con l'attraversamento di 4 milioni di shi (uno shi eguale a 107 litri), entrambi i processi erano diventati incredibilmente inefficienti. Finché un magistrato di Jining inviò un memoriale a Yongle protestando contro i correnti metodi di viaggio delle merci.
L'ambizioso piano di Yongle nel spostare la capitale della Cina a Pechino nasce da una leggenda popolare.
Secondo questa leggenda, la capitale fu spostata quando i consiglieri dell'imperatore lo avvertirono che le colline che circondavano Nanchino potevano essere usate come postazioni per un attacco d'artiglieria, e puntare anche al palazzo imperiale. Pianificò pertanto una massiccia rete di strutture a Pechino nelle quali inserire uffici governativi, militari e la famiglia dell'imperatore stessa. Dopo un lungo e faticoso periodo di costruzione, la Città proibita venne finalmente completata e divenne la capitale politica della Cina per i successivi 500 anni.
Yongle appoggiò e sviluppò molte tradizioni culturali cinesi. Promosse il Confucianesimo e conservò molte tradizioni rituali. Il suo rispetto per la cultura Cinese era evidente. Egli commissionò al suo gran segretario, Xie Jin, di scrivere un elenco di ogni oggetto e ogni libro Cinese. La grande opera serviva a preservare la cultura e letteratura Cinese. la copia iniziale fu compilata in 17 mesi per essere trascritta nel 1557. Il libro chiamato Enciclopedia Yongle, è tuttora considerata una delle più grandi conquiste umane della storia, nonostante si sia persa da tempo.
Il margine di tolleranza di Yongle delle idee cinesi e la sua stessa filosofia non andavano d'accordo, ma questo era ben noto. Egli trattò il Taoismo, il Confucianesimo e il Buddismo ugualmente (anche se egli favorì il Confucianesimo). Egli considerò i Confuciani come degli ipocriti, ma il loro approccio aiutò a conquistare il sostegno delle persone e di unificare la Cina. Il suo amore per la cultura Cinese suscitò un sincero odio per la cultura Mongola, che riteneva marcia, vietando l'uso dei nomi Mongoli, le abitudini, la lingua, e l'abbigliamento. Yongle fece sforzi enormi per sradicare la cultura mongola dalla Cina.

## Imprese militari

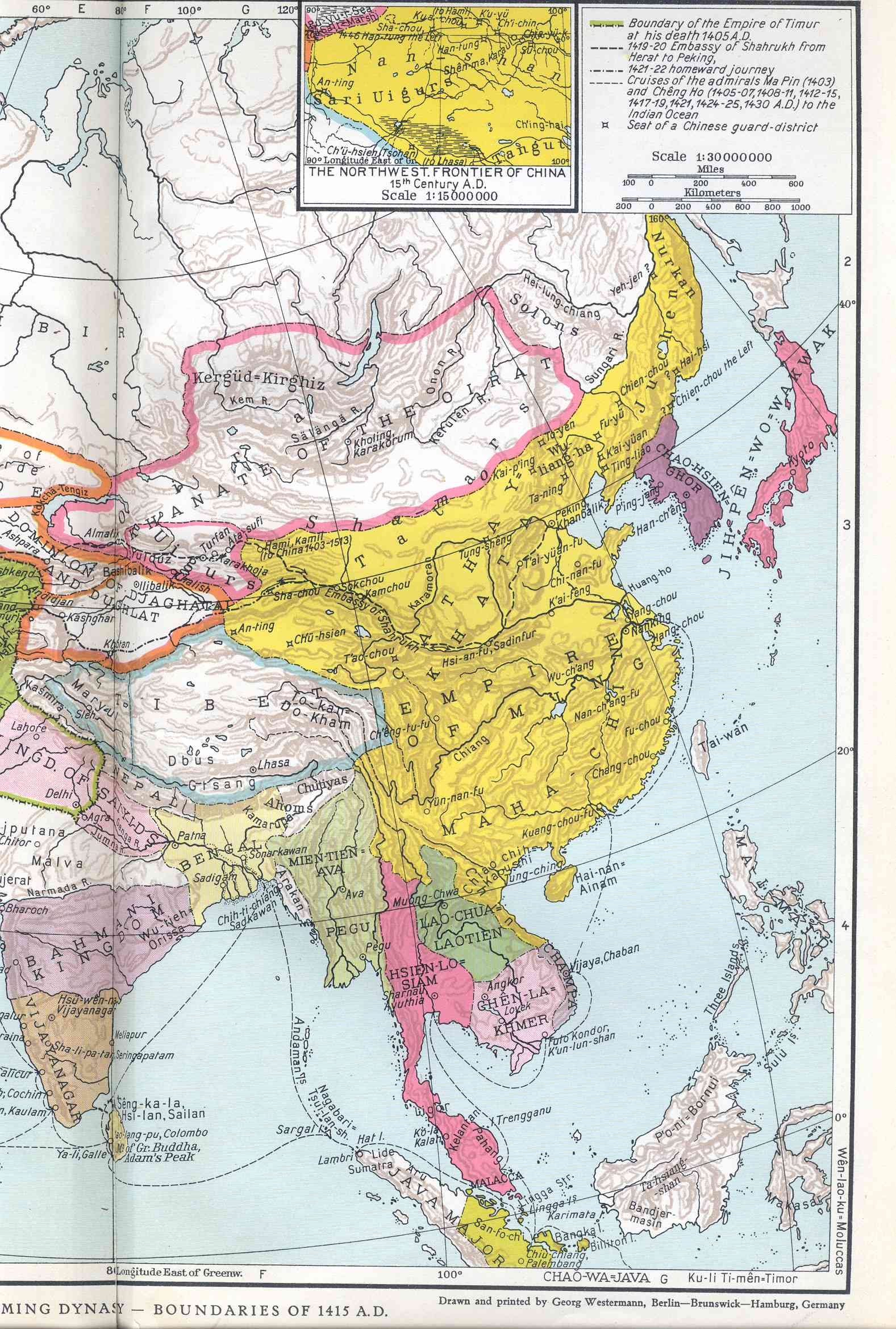
La Cina dei Ming sotto l'imperatore Yongle (1424)

Anche sotto la dinastia Ming le invasioni Mongole causavano grossi problemi. Tradizionalmente le dinastie Cinesi degli Han raramente effettuarono offensive contro i Mongoli. Ma Yongle pianificò di cambiare questa, a suo dire "vergognosa", tradizione. Condusse pertanto cinque spedizioni militari in Mongolia e distrusse quello che rimaneva della dinastia Yuan, fuggita verso nord dopo essere stata sconfitta dall'imperatore Hongwu. Rinforzò le difese settentrionali e creò nuove alleanze per tenere i Mongoli a bada, mentre formava un esercito. La sua strategia era di forzare i Mongoli a dipendere economicamente dai Cinesi, iniziando ad inviare periodicamente spedizioni nei loro territori, per annientare sul nascere, la loro potenza offensiva. Pensò anche di far diventare la Mongolia una provincia Cinese, con tutte le tribù sottomesse ai vassalli dei Ming. Attraverso l'esperienza del combattimento, Yongle iniziò ad apprezzare l'importanza della cavalleria in battaglia, spendendo molte delle sue risorse per tenere una cavalleria in buono stato. Yongle spese la sua intera vita a combattere i Mongoli, con continui fallimenti e successi, ma è da notare che dopo la seconda campagna di Yongle contro i Mongoli le provincie settentrionali dei Ming vissero in pace per sette anni.
Il Vietnam (ex-provincia Cinese dello Annam) ebbe un ruolo significativo durante il suo regno.
Nel 1406, L'imperatore Yongle rispose a diverse petizioni formate da parte della (deposta) dinastia Tran, tuttavia all'arrivo in Vietnam, sia il principe Tran che l'ambasciatore cinese vennero uccisi. In risposta a questo insulto Yongle inviò un enorme esercito di 500.000 soldati a sud, per conquistare il Vietnam. La famiglia reale della monarchia Ho venne giustiziata e il Vietnam venne integrato come provincia della Cina, così come era stato dal 939. Con il monarca Ho sconfitto nel 1407, la Cina iniziò un serio e sostenuto sforzo per integrare la popolazione vietnamita. Purtroppo per i cinesi, gli sforzi per trasformare il Vietnam in una normale provincia, vennero osteggiate dalla popolazione locale attraverso diverse rivolte. La rivolta più grande ebbe inizio nel 1418, e comandata da Lê Lợi, (futuro fondatore della dinastia Lê. Al tempo della morte di Yongle nel 1424, una seconda rivolta comandata da Lê Lợi, conquistò tutta la provincia. Nel 1427 L'imperatore Xuande, abbandonò gli sforzi iniziati dal nonno e riconobbe formalmente l'indipendenza del Vietnam.

## Esplorazione del mondo

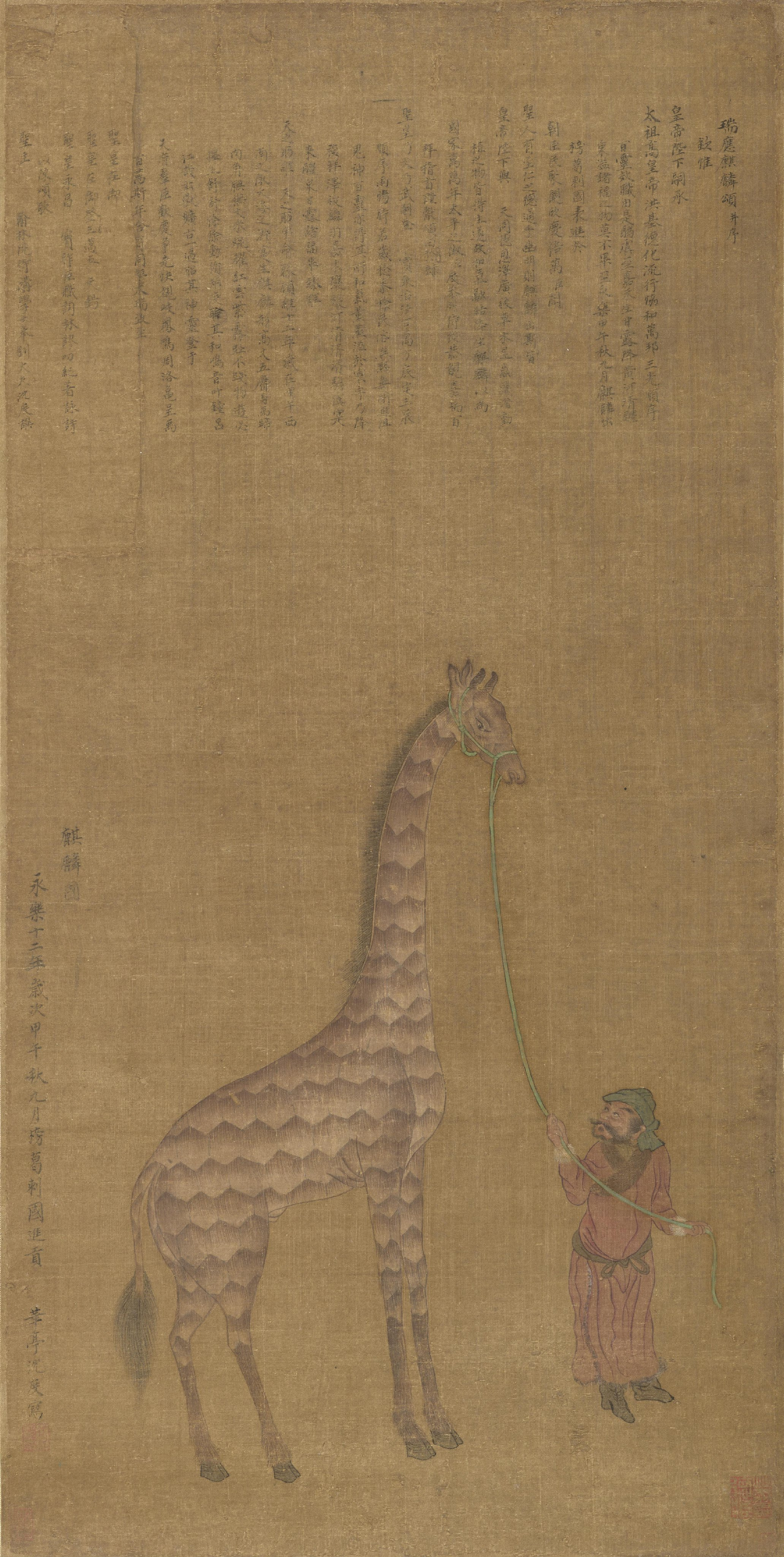
Una giraffa Africana mostrata in uno zoo della dinastia Ming.

Con il desiderio di espandere l'influenza Cinese, l'imperatore Yongle sponsorizzò molti dei viaggi esplorativi dell'ammiraglio Zheng He. Queste furono le uniche grandi spedizioni volte all'esplorazione del mondo in partenza dalla Cina (anche se i Cinesi avevano navigato fino in Arabia, Africa orientale, ed Egitto sin dalla dinastia Tang, dal 618 al 907. La prima spedizione venne intrapresa nel 1405 (18 anni prima che Enrico il Navigatore iniziasse i suoi grandi viaggi, portando nel mondo il nome del Portogallo nell'era delle grandi scoperte). Le spedizioni erano sotto il comando del più grande ammiraglio della Cina, Zheng He. Ogni spedizione era più lunga e grande della precedente. Alcune delle navi usate sono probabilmente state le più grandi navi con propulsione a vela della storia umana.
Le spedizioni di Zheng erano una notevole realizzazione tecnica e logistica. È molto probabile che l'ultima spedizione raggiunse le coste del Madagascar, a migliaia di miglia dalla base di partenza. Il successore di Zhu Di, l'imperatore Hongxi e l'imperatore Xuande, ritennero che questi viaggi fossero dannosi per lo stato cinese, per cui Hongxi vietò altre spedizioni mentre Xuande soppresse molte delle informazioni sui viaggi di Zheng He.

## Morte
Il 1º aprile 1424, Yongle lanciò una grande campagna nel deserto del Gobi per inseguire un fastidioso e fugace esercito di Tartari. Yongle rimase frustrato dalla sua incapacità di raggiungere con rapidità gli avversari e cadde in una profonda depressione e si ammalò (soffrì di una serie di colpi minori). Il 12 agosto 1424, morì. Fu sepolto a Chang-Ling (长陵), una località a nord-ovest di Pechino. Le coordinate del suo mausoleo sono 40,301368 Nord, 116,243189 Est.